# Ханыковы
Ханыко́вы — русский дворянский род татарского происхождения древнего дворянства.
Род внесён в Бархатную книгу (государев родословец) (19 мая 1686). При внесении была предоставлена родословная роспись Ханыковых.
Род записан в VI части родословных книг губерний: Екатеринославской, Новгородской, Калужской, Нижегородской, Орловской, Тамбовской и Ярославской (Гербовник, I, 56).
Есть ещё несколько дворянских родов, записанных во II части родословной книги.

## Происхождение и история рода
Дворянский род Ханыковых происходит от выехавшего (1371) в Россию татарского мурзы к великому князю Олегу Рязанскому из Большой Орды «мужа честна, именем Салахмира, а по крещении названного Иваном», женатого на родной сестре великого князя Анастасии Ивановне. Правнук его, Тимофей Константинович был прозван «Ханык», отчего потомки его и стали называться Ханыковы. Из них многие были в XVII веке стольниками и воеводами. 
Первое документально зафиксированное упоминание о представителе рода относится (1492), где старец Рождественского монастыря (г. Владимир) Дионисий Ханыков поставил печать под грамотой о даче в монастырь на владение его села Багриново с деревнями (Суздальский р-н. Владимирской обл.).

## Родословная роспись
Фамилия Ханыковых происходит от выехавшего в Россию к Великому князю Ольгу Рязанскому из Большой Орды мужа честна именем Салахмира, а по крещении названного Иваном. великий князь выдал зе него в супружество сестру свою родную княжну Настасью и пожаловал ему вотчину. У сего Ивана был правнук Тимофей Константинов, прозванных Ханык, коего потомки Ханыковы Российскому Престолу служили Стольниками, и в иных чинах, жалованы были от Государей в 7114 (1606) и других годах поместьями и чинами. Все сие доказывается хранящеюся в Герольдии справкою разрядного архива.

## Описание герба
В щите, имеющем голубое поле в верхней левой части изображена выходящая из облаков рука, облечённая в латы с саблей (польский герб Малая Погоня), и между двух золотых восьмиугольных звёзд, виден серебряный столб (польский герб Першхала) перпендикулярно на подкове поставленный (польский герб Ястржембец), имеющий на поверхности своей золотую корону.
Шит увенчан обыкновенным дворянским шлемом с дворянской на нём короной и тремя страусовыми перьями. Намёт на щите голубой, подложен серебром. Герб рода Ханыковых внесён в Часть 1 Общего гербовника дворянских родов Всероссийской империи, стр. 56.

## Известные представители
- Ханыков Григорий Воинович — московский дворянин (1660).
- Ханыков Афанасий Романович — московский дворянин (1676-1692), воевода Шацк (1688).
- Ханыков Матвей Тимофеевич — московский дворянин (1677-1678).
- Ханыковы: Иван и Василий Алексеевичи, Тимофей, Никита и Богдан Афанасьевичи — стольники царицы Прасковьи Фёдоровны (1692).
- Ханыков Амвросий Тимофеевич — стряпчий (1692).
- Ханыковы: Фёдор Григорьевич, Пётр Афанасьевич, Иван Фёдорович, Алексей Романович — стольники (1686-1696)[7][8]
- Ханыков, Александр Владимирович — петрашевец, учился в Петербургском университете (1844—47), посещал кружки М. В. Петрашевского и Н. С. Кашкина, пропагандист учения Ш. Фурье, по делу петрашевцев приговорён к смертной казни (1849), заменённой ссылкой рядовым в линейные батальоны.
- Ханыков, Василий Яковлевич (1795—1850) — статс-секретарь, тайный советник, член Государственного Совета.
- Ханыков, Николай Владимирович (1822—1878) — известный учёный-ориенталист.
- Ханыков, Пётр Иванович (1743—1813) — адмирал русского флота.
- Ханыков, Яков Владимирович (1818—1862) — русский государственный деятель и исследователь.